# ابزار ام‌کی‌اس
ابزار ام‌کی‌اس (به انگلیسی: MKS Toolkit) یک بسته نرم‌افزاری است که توسط PTC تولید و نگهداری می شود و محیطی مانند یونیکس را برای برنامه نویسی ، اتصال و انتقال نرم‌افزارهای یونیکس و لینوکس به ویندوز مایکروسافت فراهم می کند. این نسخه ابتدا برای MS-DOS ایجاد شد و نسخه های OS / 2 تا نسخه 4.4 منتشر شدند.  چندین نسخه از هر نسخه ، مانند جعبه ابزار MKS برای توسعه دهندگان ، توسعه دهندگان سازمانی و قابلیت همکاری در دسترس است که نسخه کامل سازنده سازمانی کامل ترین است.
قبل از PTC ، جعبه ابزار MKS متعلق به MKS Inc بود . در سال 1999 ، MKS شرکتی را در Fairfax ، ویرجینیا ، آمریکا مستقر کرد به نام Datafocus Inc. محصول Datafocus N u TCRACKER از سال 1994 به عنوان بخشی از فناوری سازگاری یونیکس ، ابزار MKS را در بر داشت. ابزار MKS همچنین از طرف مایکروسافت مجوز دریافت دو نسخه اول خدمات ویندوز خود را برای یونیکس گرفت ، اما بعداً پس از خرید مایکروسافت شرکت دوم ، به نفع Interix کنار رفت.

## بررسی اجمالی
محصول‌های MKS Toolkit در زمینه های زیر امکانات می دهند:
- محیط کامند پوسته Bourne ، KornShell ، Bash ، C shell ، Tcl
- دستورهای سنتی یونیکس (400+) [۲]
- دستورهای خاص Windows (70+) ، از جمله registry ، shortcut ، desktop ، wcopy ، db ، dde ، userinfo [۳]
- دستورهای نوار و بایگانی ، از جمله tar ، cpio ، pax ، zip ، bzip2 ، ar
- اتصال از راه دور ، از جمله ssh ، پوسته از راه دور ، telnet ، xterm ، kterm ، rexec ، rlogin [۴]
- انتقال API ها ، از جمله fork() ، signals ، alarms ، threads [۵]
- API های انتقال گرافیکی ، از جمله X ، ncurses ، Motif ، OpenGL

## سیستم عامل های پشتیبانی شده
محصول های MKS Toolkit از تمام IA-32 و x64 سیستم عامل های Microsoft Windows پشتیبانی می کنند.  در اجرای نسخه های IA-32 در ویندوز 9x عملکرد از دست رفته است.  

### بررسی ها
- Mark Olsen (1989). "Computers and the Humanities, MKS Toolkit: UNIX Tools under MS-DOS". Computers and the Humanities (3 ed.). 23 (3): 267–270. doi:10.1007/BF00056152.
- Emmett Dulaney (2004-04-02). "Review: Evaluating MKS Toolkit for Developers 8.6". Dr. Dobb's.